# Léon de Naples
Léon de Naples est un archiprêtre italien du Xe siècle connu en tant qu'auteur de l'Historia de preliis Alexandri Magni (ou Histoire des batailles d'Alexandre), une traduction latine du Roman d'Alexandre du Pseudo-Callisthène.

## Repères biographiques
La vie de Léon n'est connue que par le prologue de sa traduction du Roman d'Alexandre : il a été envoyé en mission en 950 à Constantinople par le duc Jean II et Marinus II de Naples. C'est là qu'il se procura un manuscrit du roman d'Alexandre, dont il fit une copie. Quelques années plus tard, de retour en Italie, il en entreprit une traduction en latin, intitulée Nativitas et victoria Alexandri Magni regis. Cet ouvrage n'eut toutefois pas une grande diffusion : seules des versions vulgarisées et interpolées, dont le prototype est un incunable intitulé Historia Alexandri Magni regis Macedonis de preliis, exercèrent une réelle influence littéraire.
La traduction latine  de Léon forme toutefois le socle de plusieurs versions en langue vernaculaire du Roman d’Alexandre.

## Éditions critiques
- Friedrich Pfister, Der Alexanderroman des Archipresbyters Leo. Sammlung Mittellateinischer Texte 6. Winter, Heidelberg 1913. 141 S.
- Hermann-Josef Bergmeister (éd.): Die Historia de preliis Alexandri Magni. Synoptische Edition der Rezensionen des Leo Archipresbyter und der interpolierten Fassungen J1, J2, J3 (Buch I und II), Hain, Meisenheim 1975
- Alfons Hilka et Karl Steffens (éd.), Historia Alexandri Magni (Historia de preliis), Rezension J1, Hain, Meisenheim 1979
- Alfons Hilka et Rüdiger Grossmann, Historia Alexandri Magni (Historia de preliis), Rezension J2 (texte d’Orose), 2 volumes, Hain, Meisenheim 1976-1977
- Karl Steffens (éd.): Die Historia de preliis Alexandri Magni, Rezension J3, Hain, Meisenheim 1975